# Hautecour (Jura)
Hautecour – miejscowość i gmina we Francji, w regionie Burgundia-Franche-Comté, w departamencie Jura.
Według danych na rok 1990 gminę zamieszkiwały 153 osoby, a gęstość zaludnienia wynosiła 29 osób/km² (wśród 1786 gmin Franche-Comté Hautecour plasuje się na 591. miejscu pod względem liczby ludności, natomiast pod względem powierzchni na miejscu 785.).